# Hôtel Charlottetown
L'hôtel Charlottetown fut bâtie par le Canadien National en 1931 à Charlottetown, Île-du-Prince-Édouard.
Les personnalités les plus connues furent Sa Majesté la reine Élisabeth II et le prince Phillip qui restèrent à l'hôtel pendant les fêtes du centenaire de l'Île-du-Prince-Édouard dans la Confédération en juillet 1973.

## Histoire
Canadian National Hotels (en) a vendu la propriété à Rodd Hotels and Resorts au milieu des années 1980. Depuis ce temps, l'hôtel est exploité sous le nom de Rodd Charlottetown, aussi connu officieusement comme l'hôtel de Charlottetown.  Rodd a payé le projet de rénovation et de restauration en 1999.